# Dorra Zarrouk
Dorra Zarrouk (arabe : درة زروق), née le 13 janvier 1980 à Tunis, est une actrice tunisienne.

## Biographie

### Famille et études
Sa mère est la fille d'Ali Zouaoui, ancien gouverneur de la Banque centrale de Tunisie et président de l'Espérance sportive de Tunis.
Dorra Zarrouk suit sa scolarité au lycée secondaire des Pères blancs à Tunis, où elle obtient un baccalauréat littéraire avec mention assez bien. En 2001, elle obtient sa maîtrise universitaire en droit, spécialité « sciences politiques », à la faculté de droit et des sciences politiques de Tunis. En 2003, Dorra Zarrouk obtient un DEA en sciences politiques de l'université Saint-Joseph de Beyrouth. Elle y soutient son mémoire intitulé Les réfugiés palestiniens du Liban : enjeux du retour et construction identitaire le 23 septembre 2003.

### Carrière
Elle commence sa carrière en tant que mannequin, puis entre dans une troupe de théâtre où elle joue dans une pièce du metteur en scène Taoufik Jebali. Elle suit plusieurs stages et ateliers d'art dramatique auprès de Fadhel Jaïbi et Nawal Skandrani, Tony Cots, Michel Kelemenis, Pedro Pauwels, Sofiane Ouissi, Kheira Obeidallah, Imen Smaoui, Malek Sebaï, Karry Kamal Karry, Mohamed Driss, Syham Nasser, ainsi qu'au Workcenter of Jerzy Grotowski dirigé par Thomas Richard à Moscou.
Entre 1997 et 1998, elle participe à Chutt et Ikâa avec la chorégraphe tunisienne Syhem Belkhodja. Les performances seront montrées à la Biennale de danse de Lyon et Marseille.
Elle débute à la télévision tunisienne dans une série de contes, écrite et réalisée par le cinéaste Nacer Khémir. Au cinéma, elle obtient des rôles dans deux longs métrages : Khorma (2002) de Jilani Saadi et La Villa (2004) de Mohamed Damak.
En 2008, elle joue dans la série tunisienne Maktoub du réalisateur Sami Fehri et du scénariste Tahar Fazaa, aux côtés de Dhafer El Abidine et Mohamed Ali Ben Jemaa.
Elle participe à de nombreuses productions étrangères. Elle réside désormais en Égypte, où elle est connue sous le nom de Dorra. Elle y joue dans plusieurs séries telles que Zay El Ward (2012) et Segn El Nessa (2014). Elle y tient également des rôles dans des films tels que L'Aquarium (en) (2007) de Yousry Nasrallah et Al Mosafer (2010) d'Ahmed Maher, aux côtés d'Omar Sharif.
Elle est membre du jury du Festival du film méditerranéen d'Alexandrie du 10 au 16 septembre 2014.
En 2015, elle interprète le rôle de Hajer dans la série télévisée tunisienne Lilet Chak du réalisateur Majdi Smiri et de la scénariste Dorra Fazaa, diffusée sur la chaîne Attessia TV ; elle y joue aux côtés de Nejib Belkadhi et Mouna Noureddine.
En 2016, elle joue aux côtés de Dhafer El Abidine et Ahmed Rateb dans le feuilleton égyptien Al Khourouj.

### Mannequinat
Dorra Zarrouk joue dans un spot publicitaire égyptien pour la marque de yaourt Activia de Danone en 2010.
En 2015, elle est choisie pour être l'égérie de la maison L'Azurde pour sa nouvelle collection de bijoux fantaisie.
Elle a par ailleurs fait la couverture de nombreux magazines : Tunivisions, Star Mag, eniGma Magazine, Lounge Magazine, Sayidaty (en), Kelmetna Magazine, eniGma star Magazine et BLK99 Magazine.
Elle est élue la plus belle femme tunisienne en 2012 par le lectorat du webzine tunisien Belle.tn.

## Filmographie

### Cinéma

#### Longs métrages tunisiens
- 2002 : Khorma de Jilani Saadi
- 2004 : La Villa de Mohamed Damak : Ramla
- 2006 : Making of de Nouri Bouzid
- 2008 : Cinecittà (ar) d'Ibrahim Letaïef
- 2012 : Bab El Falla de Moslah Kraïem
- 2016 : Whispering Sands de Nacer Khémir
- 2024 : Sahbak Rajel de Kaïs Chakir : Fatma

#### Longs métrages égyptiens
- 2007 :
  - Le Chaos de Youssef Chahine et Khaled Youssef
  - El Hob kedah (This is Love) d'Akram Farid
  - Alawela fel Gharam de Mohamed Ali et Wahid Hamid
  - Klashinkoff de Rami Imam
- 2008 :
  - L'Aquarium (en) de Yousry Nasrallah
  - La Nuit de Baby Doll d'Adel Adeeb
- 2010 :
  - Samy Oxed El Karbon d'Akram Farid
  - Al Mosafer (The Traveller) (en) d'Ahmad Maher (en)
- 2011 : Tik tik bom de Mohamed Saad et Achraf Fayek
- 2012 :
  - Mesawar Qateel (Snapshot) de Kareem El Adl et Amr Salama (en)
  - Hafla Montasf el Leil (Midnight Party) de Mahmoud Kamel
  - Baba d'Akram Farid
- 2013 :
  - Fares Ahlem de Mohamed Refaat et Attia Amin
  - Al Me adeya (The Ferry) d'Attia Amin et Mahmoud Karim
- 2014 : Hadeed (Iron) de Mohamed El Sobky et Ahmed El Badry
- 2015 : Betawqit Elqahera (Cairo Time) d'Amir Ramses
- 2016 :
  - El Bab Yefawwet Amal d'Ahmad El Bindari
  - Mawlana de Magdy Ahmed Aly

#### Longs métrages syriens
- 2006 : La Naissance de Mohamed Malas

#### Courts métrages
- 2004 : La Danseuse de Belgacem Jelliti
- 2006 : Je vous ai à l'œil d'Ibrahim Letaïef
- Single de Lotfi Achour et Natacha de Pontcharra

### Télévision

#### Séries tunisiennes
- 2004 : Hssabet w Aqabet[2] de Habib Mselmani
- 2005 : Chara Al Hobb de Hamadi Arafa
- 2006 :
  - Hkeyet El Aroui de Habib Jomni
  - Choufli Hal (saison 2) de Slaheddine Essid (invitée de l'épisode 20) : Mme Hanen
- 2008 : Maktoub (saison 1) de Sami Fehri
- 2015 :
  - Lilet Chak de Majdi Smiri
  - Bolice (caméo) de Majdi Smiri
- 2016 : Le Président de Jamil Najjar
- 2019 : El Maestro de Lassaad Oueslati
- 2025 : Sahbak Rajel de Kaïs Chakir : Fatma

#### Séries égyptiennes
- 2008 :
  - Tayara Waraq (A Kite) de Zoheir Kanou
  - Sherif w nos (Sherif and a half) de Yahia Momtaz
- 2010 :
  - Lahazat Harega 2 (Critical Moments 2) de Sherif Arafa et Ahmad Saleh
  - Raheel Maâ El Shams (Departure with the Sun) de Tayseer Abood
  - Red Tape de Samir Seif
  - El Aar (The Shame) de Sherine Adel et Ibrahim Fakhr
- 2011 :
  - Adam d'Ahmed Abozeid et Mohamed Sami
  - El Rayan de Hazem El Hadidi et Shirine Adel
- 2012 :
  - Al Zoga Al Rabaa (The Fourth Wife) de Magdy Hawary
  - Zay El Ward (Like Roses) de Saad Hendawy
  - Lahazat Harega 3 (Critical Moments 3) de Sherif Arafa et Osama Farid
- 2013 :
  - Moga Harra (Heatwave) de Mohamed Yasine et Akram El Araby
  - Mazag El Kheir (Good Mood) de Magdy Hawary
- 2014 :
  - Sadeq El Omr (Lifelong Friend) d'Osman Abou Laban
  - Segn El Nessa (Women's Jail) de Kamla Abu Zekri
- 2015 :
  - Esteefa (Duty Officer) de Hossam Ali et Sherif El Bendary, avec Hend Sabri
  - Baad El Bedaya (After The Beginning) d'Ahmed Khaled Moussa
  - Zarf Aswad (Black Envelope) d'Ahmed Medhat
- 2016 :
  - Layali El Helmia 6 (El Helmia Nights) de Magdy Abo Âmera
  - Al Khourouj (The Exit) de Mohamed El Adle
- 2017 : Elshare Elly Warana: The Backstreet de Magdy El Hawary

#### Séries syriennes
- 2004 : Fares Beni Marwan (The Knight of Beni Marwan) de Najdat Ismail Anzour

#### Téléfilms
- 2003 : Nadia et Sarra (en) de Moufida Tlatli pour Arte
- 2005 :
  - Malika, la prisonnière pour la NTV
  - Le Voyage de Louisa de Patrick Volson

#### Documentaires
- 2004 : Gladiateurs de Tilman Remme pour la BBC
- 2006 : The Gospel of Judas de James Barrat pour la National Geographic Channel

#### Émissions
- 2005 : Madar sur Hannibal TV : animatrice

### Vidéos
- 2010 : spot publicitaire égyptien pour la marque de yaourt Activia de Danone
- 2015 : participation à la vidéo promotionnelle Visit Tunisia réalisée sur une initiaive de l'actrice Hend Sabri à la suite de l'attaque du musée du Bardo[8]
- 2016 : Aleaylat Alkabira, spot publicitaire pour Vodafone Égypte

## Théâtre
- 2000 : Jalouses d'Imed Jomaa
- 2000-2001 : Le Fou de Gibran Khalil Gibran, mise en scène par Taoufik Jebali
- 2001 : Rôhal d'Imed Jomaa
- 2003 : Les Palestiniens, d'après l'œuvre de Jean Genet, mise en scène par Taoufik Jebali
- 2005 et 2010 : La Gare, d'après Le Somnambule de Gao Xingjian, mise en scène de Chedly Arfaoui

## Récompenses
- Prix de la meilleure révélation du cinéma égyptien de l'année, attribué par les chaînes de télévision Dream en 2007[3]
- Prix de la meilleure actrice montante attribué aux Oscars des chaînes de télévision arabe (ART) en 2007[3]
- Prix de la meilleure actrice montante au Dear Guest Festival (Égypte) en 2008[9]
- Prix spécial attribué par le comité DGF pour son rôle dans El Aar au Dear Guest Festival (Égypte) en 2010[10]
- Titre de la meilleure actrice arabe en 2012, attribué par le sondage annuel de l'Académie des sciences et des technologies d'Alexandrie[11]
- Prix Murex d'or de la meilleure actrice arabe pour ses rôles dans El Rayan et Adam (Liban) en 2012[12]
- Prix spécial pour son rôle dans Segn El Nessa au Dear Guest Festival (Égypte) en 2014[13]
- Prix de la meilleure actrice pour ses rôles dans Segn El Nessa et Sadeq El Omr, attribué par le Nile Television Network en 2014[14]
- Officier de l'Ordre du Mérite culturel tunisien en 2016[15],[16]
- Titre de la meilleure actrice arabe 2018, attribué par What Happens Magazine[17]